# دارکوب تاج‌سرخ
دارکوب تاج‌سرخ (نام علمی: Melanerpes rubricapillus) نام یک گونه از سرده سیاه‌خزنده‌ها است.